# Breguet Br.122
Le Breguet Br.122 était un avion de combat à géométrie variable, conçu au début des années 1960 par la société Breguet Aviation.